# Stanislaw Szczepanowski
Stanislaw Szczepanowski est un guitariste et compositeur polonais, né le 12 juillet 1811 à Wrocieryż en Pologne et décédé le 16 septembre 1877 à Lviv, aujourd'hui en Ukraine.

## Biographie
Stanislaw Szczepanowski prend part à l'insurrection de novembre 1830 en Pologne, puis émigre en Angleterre avec un groupe d'officiers polonais.
Il a étudié la guitare à Édimbourg avec son compatriote Felix Horetzky (1796-1870) et la composition à Paris avec Fernando Sor (1778-1839).
Il a dédié Introduction et Variations Brillantes Sur un Air National au guitariste, concertiniste, et compositeur Giulio Regondi (1822-1872).
Stanislaw Szczepanowski fait partie des plus grands virtuoses de la guitare en Pologne au XIXe siècle avec Marek Sokołowski, Jan Nepomucen Bobrowicz et Felix Horetzky.

## Relations personnelles et professionnelles
- Felix Horetzky (1796-1870), guitariste et compositeur, avec qui il a étudié la guitare.
- Giulio Regondi (1822-1872), guitariste, concertiniste, et compositeur, à qui il a dédié Introduction et Variations Brillantes Sur un Air National.
- Frédéric Chopin (1810-1849), pianiste et compositeur[1].
- François-Antoine Habeneck (1781-1849), violoniste, compositeur et chef d'orchestre.
- Friedrich Kalkbrenner (1785-1849), pianiste et compositeur.
- Fernando Sor (1778-1839), guitariste et compositeur, avec qui il a étudié la composition.
- Adam Mickiewicz (1798-1855), poète, écrivain et professeur au Collège de France[2].

## Œuvres
Stanislaw Szczepanowski a publié un grand nombre de compositions chez l'éditeur Robert Cocks.
- Introduction et Variations Brillantes Sur un Air National pour guitare